# L'amour vient en jouant

L'amour vient en jouant est une pièce de théâtre de Jean Bernard-Luc, représentée pour la première fois sur la scène du théâtre Édouard-VII le 22 avril 1947.

## Théâtre Édouard-VII,1947
Pièce également jouée au théâtre des Capucines en 1947-1948.
- Mise en scène : Pierre-Louis
- Scénographie : Roger Dornès
- Production : Compagnie Claude Dauphin

Distribution
- Jeannette Batti : Véronique
- Pierre Cueille : Baron Cyrille
- Danielle Darrieux : Clara
- Claude Dauphin : Michel Margaritas
- Lily Mounet : Baronne Maximilienne
- René Pascal : deuxième visiteur
- Pierre-Louis : Bibolini
- Robert Rollis : Stéphane
- Roger Saget : Édouard
- André Versini : premier visiteur

## Théâtre Marigny,1970
Pièce enregistrée le 24 octobre 1970 pour l'émission Au théâtre ce soir et diffusée le 11 mars 1971 sur la 1re chaine.
- Réalisation : Pierre Sabbagh
- Mise en scène : Michel Roux
- Décor : Roger Harth

Distribution
- Jacqueline Jehanneuf : Clara
- Michel Roux : Michel
- Philippe Dumat : Bibolini
- Hélène Duc : la baronne
- Robert Burnier : le baron
- Alain Souchère : Édouard
- Daniel Derval : Stéphane
- Arlette Didier : Véronique
- Francis Lax et Paul Demange : les gentlemen